# Каларски хребет
Каларският хребет (на руски: Каларский хребет) е планински хребет в Северното Забайкалието, част от Становата планинска земя, в северната част на Забайкалски край и крайната северозападна част на Амурска област на Русия. Простира се в посока от запад-югозапад на изток-североизток, от долината на река Витим до долината на река Ольокма (десни притоци на Лена) на протежение около 350 km. На север се граничи с Горночарската котловина и хребета Удокан, а на юг долината на река Калар (десен приток на Витим) го отделя от хребета Янкан. Максимална височина връх Скалисти Голец 2519 m (56°25′27″ с. ш. 119°12′18″ и. д. / 56.424167° с. ш. 119.205° и. д.), издигащ се в централната му част. Изграден е от гранити и други металорфозирани скали. На запад преобладават плоските била и върхове, а на изток – алпийските. От хребета водят началото си реките Калар със своите десни притоци (Катугин, Чукунду, Бугунгда), Таксимо и Куанда (десни притоци на Витим), Тас-Юрях и Имангра (леви притоци на Ольокма) и няколко десни притока на Чара (ляв приток на Ольокма). Високите части на склоновете му са покрити с редки иглолистни гори, а под 1100 – 1400 m доминира планинската лиственична тайга.
За първи път хребетът е открит и топографски заснет и картиран през 1857 г. от експедицията ръководена от руския топограф Арсений Усолцев.

## Топографски карти
- Лист от карта N-50-А.
- Лист от карта N-50-Б.
- Лист от карта O-50-В.
- Лист от карта O-50-Г.